# Erythronium
Erythronium és un gènere de la família Liliaceae que consta d'entre 20-40 espècies de plantes bulboses perennes (segons el criteri de PWO o de GBIF, la majoria natives de les regions temperades de Nord-amèrica, excepte 4 o 5 que viuen en diferents països d'Àsia i amb únic membre al Vell Món, l'europea Erythronium dens-canis, que viu també al nord de la península Ibèrica i els Pirineus.

## Taxonomia
Espècies acceptades segons el criteri de PWO
Nord Amèrica
- Erythronium californicum - Purdy
- Erythronium citrinum - S. Wats.

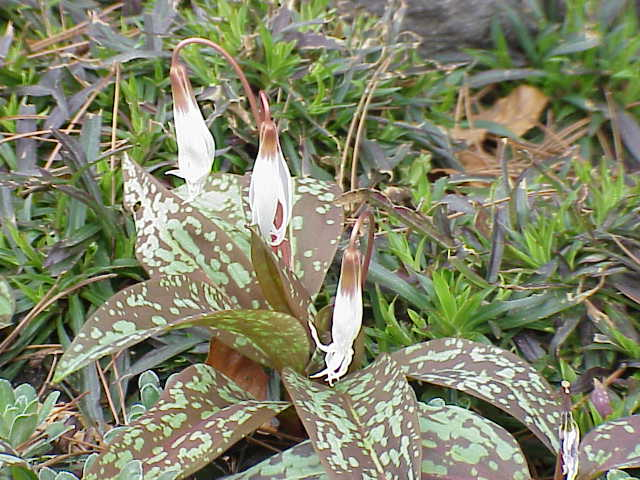
Erythronium dens-canis.

- Erythronium elegans - Hammond & Chambers
- Erythronium grandiflorum - Pursh
- Erythronium helenae - Applegate
- Erythronium hendersonii - S. Wats.
- Erythronium howellii - S. Wats.
- ''Erythronium idahoense H.St.John & G.N.Jones
- Erythronium klamathense - Applegate

- Erythronium montanum - S. Wats.
- Erythronium multiscapoideum -(Kellogg) A. Nels. & Kennedy
- Erythronium oregonum Applegate
- Erythronium pluriflorum Shevock, Bartel & Allen
- Erythronium purpurascens S. Wats.
- Erythronium pusaterii (Munz & J.T. Howell) Shevock, Bartel & Allen
- Erythronium quinaultense G A Allen
- Erythronium revolutum Sm.
- Erythronium taylorii Shevock & G A Allen
- Erythronium tuolumnense Applegate

- Erythronium albidum Nutt.
- Erythronium americanum Ker-Gawl.
- Erythronium mesochoreum Knerr
- Erythronium propullans Gray
- Erythronium rostratum W. Wolf
- Erythronium shastense D.A.York, J.K.Nelson & D.W.Taylor
- Erythronium umbilicatum Parks & Hardin

Europa
- Erythronium dens-canis L.

Àsia
- Erythronium caucasicum Woronow
- Erythronium japonicum Decne.
- Erythronium krylovii Stepanov (2011)
- Erythronium sajanense Stepanov & Stassova (2011)
- Erythronium sibiricum (Fisch. & C.A.Mey.) Krylov
- Erythronium sulevii (Rukšāns) Stepanov